# Berk Çetin
Berk Çetin (* 2. Februar 2000 in Würselen) ist ein türkisch-deutscher Fußballspieler.

## Karriere

### Verein
Çetin wechselte zur Saison 2013/14 von Alemannia Aachen in die Jugend von Borussia Mönchengladbach. Zur Saison 2019/20 rückte er in den Kader der Reserve von Gladbach. Für diese absolvierte er bis zur Winterpause allerdings nur eine Partie in der Regionalliga. Im Januar 2022 wechselte er in die Türkei zum Erstligisten Kasımpaşa Istanbul. Bis zum Ende der Saison 2019/20 kam er für Kasımpaşa jedoch nur einmal im Cup zum Einsatz. Im Oktober 2020 wurde der Außenverteidiger in die Niederlande an den Zweitligisten Helmond Sport verliehen. Dort gab er im Dezember 2020 gegen Roda JC Kerkrade sein Debüt in der Eerste Divisie. Nach drei Einsätzen für Helmond wurde die Leihe im Januar 2021 vorzeitig beendet und er kehrte wieder nach Istanbul zurück. Dort kam er bis Saisonende nicht zum Einsatz.
Im September 2021 wurde Çetin ein zweites Mal verliehen, diesmal innerhalb der Türkei an den Drittligisten Turgutluspor. Nach vier Einsätzen für Turgutluspor in der TFF 2. Lig wurde die Leihe im Februar 2022 vorzeitig beendet und er wurde an den österreichischen Zweitligisten FC Dornbirn 1913 weiterverliehen. Bis zum Ende der Leihe kam er zu sechs Einsätzen in der 2. Liga.

### Nationalmannschaft
Çetin spielte im Oktober 2015 einmal für die deutsche U-16-Auswahl. Danach wechselte er zum türkischen Verband und spielte im September 2016 erstmals für die türkische U-17-Mannschaft. Mit dem Team nahm er 2017 an der EM teil. Mit den Türken erreichte er das Halbfinale, während des Turniers kam er in allen fünf Partien seines Landes zum Einsatz. Durch die Halbfinalteilnahme qualifizierte sich die Türkei auch für die WM im selben Jahr, für die Çetin ebenfalls nominiert wurde. Während der WM kam er zweimal zum Einsatz, die Türken schieden diesmal aber in der Gruppenphase aus.
2018 nahm er mit der U-19-Auswahl an der EM teil. Während des Wettbewerbs kam er einmal zum Einsatz, die Mannschaft schied allerdings punktelos in der Vorrunde aus.